# Mervent

Mervent este o comună în departamentul Vendée, Franța. În 2009 avea o populație de 1,077 de locuitori.